# Áfissos
Áfissos (en grec moderne : Άφυσσος) est une localité grecque appartenant à la municipalité de Pélion-du-Sud, dans la région du Pélion.
Situé en bord de mer, sur le golfe Pagasétique et à 25 km de Vólos, Áfissos est un village typique du Pélion-du-Sud, avec ses traditionnels platanes, tavernes, bars et cafés.
Selon la légende, Jason et ses Argonautes se seraient arrêtés à Áfissos pour se désaltérer et faire des provisions d'eau avant de poursuivre leur voyage en quête de la Toison d'or. La place du village s'appelle ainsi « Place des Argonautes », en l'honneur de cet illustre épisode.
Le village, en forme d’amphithéâtre, présente une belle homogénéité architecturale. Partiellement piéton, le village est arboré et fleuri.
Trois belles plages sont à la disposition des visiteurs :
- Kalliftéri, avant d'entrer dans le village, une plage familiale avec un club de plongée
- Lagoúdi, plus secrète, la plus calme de toutes
- Abovós, très fréquentée, avec bars et musique.

Áfissos est idéalement situé pour explorer le Pélion, à moins d'une heure de Vólos, de la mer Égée et de l'extrémité sud de la péninsule.